# Prix des écrivains francophones d'Amérique
 (septembre 2015).
 (juin 2022).
La mise en forme du texte ne suit pas les recommandations de Wikipédia : il faut le « wikifier ».
Les points d'amélioration suivants sont les cas les plus fréquents. Le détail des points à revoir est peut-être précisé sur la page de discussion.
- Les titres sont pré-formatés par le logiciel. Ils ne sont ni en capitales, ni en gras.
- Le texte ne doit pas être écrit en capitales (les noms de famille non plus), ni en gras, ni en italique, ni en « petit »…
- Le gras n'est utilisé que pour surligner le titre de l'article dans l'introduction, une seule fois.
- L'italique est rarement utilisé : mots en langue étrangère, titres d'œuvres, noms de bateaux, etc.
- Les citations ne sont pas en italique mais en corps de texte normal. Elles sont entourées par des guillemets français : « et ».
- Les listes à puces sont à éviter, des paragraphes rédigés étant largement préférés. Les tableaux sont à réserver à la présentation de données structurées (résultats, etc.).
- Les appels de note de bas de page (petits chiffres en exposant, introduits par l'outil «  Source ») sont à placer entre la fin de phrase et le point final[comme ça].
- Les liens internes (vers d'autres articles de Wikipédia) sont à choisir avec parcimonie. Créez des liens vers des articles approfondissant le sujet. Les termes génériques sans rapport avec le sujet sont à éviter, ainsi que les répétitions de liens vers un même terme.
- Les liens externes sont à placer uniquement dans une section « Liens externes », à la fin de l'article. Ces liens sont à choisir avec parcimonie suivant les règles définies. Si un lien sert de source à l'article, son insertion dans le texte est à faire par les notes de bas de page.
- La présentation des références doit suivre les conventions bibliographiques. Il est recommandé d'utiliser les modèles {{Ouvrage}}, {{Chapitre}}, {{Article}}, {{Lien web}} et/ou {{Bibliographie}}. Le mode d'édition visuel peut mettre en forme automatiquement les références.
- Insérer une infobox (cadre d'informations à droite) n'est pas obligatoire pour parachever la mise en page.

Pour une aide détaillée, merci de consulter Aide:Wikification.
Si vous pensez que ces points ont été résolus, vous pouvez retirer ce bandeau et améliorer la mise en forme d'un autre article.
Le Prix des écrivains francophones d'Amérique (ÉFA), connu auparavant sous le nom de Prix de la Société des écrivains canadiens, a pour but de souligner la valeur exceptionnelle d'un ouvrage écrit par un écrivain canadien d'expression française. Il est financé par les dons et les cotisations des membres de cette société et constitue un hommage collectif rendu par ces derniers à un auteur canadien de langue française.
Le Prix est attribué chaque année à un roman, à un essai ou à un recueil de poèmes. Chacun de ces trois genres littéraires revient une année sur trois. Le Prix n'est attribué qu'à des ouvrages publiés au cours des 17 mois précédant le 30 juin de l'année d'attribution, en français, au Canada.

## Description
Le Prix des écrivains francophones d’Amérique (ÉFA) est attribué chaque année en novembre au Salon du livre de Montréal, soit à un roman, à un essai ou à un recueil de poésie, publié au Canada en langue française et par des éditeurs agréés. Il est décerné par un jury composé d'un président et de trois membres, et donne droit à une récompense de 500 dollars canadiens, tandis que les trois mentions d’excellence ne sont pas dotées de bourse.
Règlements du Prix Écrivains francophones d’Amérique (Roman 2017)
Périodicité : Annuel
Genre admis : Roman, essai, poésie
Lieu de publication : Le livre doit être publié au Canada et en langue française.
Date de publication : Entre le 1er janvier 2016 et le 31 mai 2017, soit 17 mois avant l’attribution du Prix.
Date d’envoi : Les inscriptions débutent le 1er mars 2017 et se terminent le 31 mai 2017. L’ÉFA, qui gère ce concours, ne retourne pas les livres soumis. La date de tombée doit être strictement respectée.
Éligibilité : Le Prix est ouvert à toute œuvre publiée en français au Canada. Il n’est pas réservé aux seuls membres de la Société des Écrivains francophones d’Amérique. Les traductions d’ouvrages déjà publiées dans une autre langue sont exclues. L’œuvre doit être présentée sous forme d’un livre imprimé sur papier (non numérique), d’au moins 48 pages conformément à la définition du livre du Conseil des Arts du Canada. 
Nombre d’exemplaires à envoyer : Quatre exemplaires envoyés par l’éditeur, accompagnés d’une biographie de l’auteur. Ceux-ci ne seront retournés ni aux éditeurs ni aux auteurs et demeurent la propriété des membres du jury. Aucun formulaire particulier ne doit être rempli.
Les éditeurs : Les œuvres doivent être publiées par des éditeurs agréés (subventionnés par le gouvernement). Les manuscrits non publiés sont exclus de même que les œuvres à compte d’auteur. 
Montant du prix : 500 dollars canadiens pour le Prix. Les trois mentions d’Excellence ne sont pas dotées de bourses. 
Date de remise du Prix : Le Prix et les mentions d’Excellence sont décernés en novembre 2017 au Salon du Livre de Montréal. Un document officiel sur lequel est indiqué le prix ou la mention est remis aux récipiendaires.
Jury : Le jury est composé d’un directeur et de trois membres. 
Correspondance : Les exemplaires soumis ainsi que la biographie de l’auteur doivent être envoyés à l’adresse de l'ÉFA. Les envois incomplets ou qui ne répondent pas à ces critères ne seront pas retenus.

## Lauréats
- 1993 : Hélène Rioux
- 1996 : Louise Dupré
- 1997 : Joël Des Rosiers
- 1998 : Claudine Bertrand
- 1999 : Yan Muckle
- 2000 : Denise Desautels
- 2001 : Denise Desautels - Marc Vaillancourt (ex aequo)
- 2002 : Nicole Brossard -  Claire Varin (ex aequo)
- 2003 : Éric Volant - Hervé Fischer (ex aequo)
- 2004 : Paul Chamberland
- 2005 : Roger Magini
- 2006 : Pierre Ouellet (essai) À force de voir
- 2007 : Jacques Brault (poésie) L'artisan
- 2008 : Nicole Brossard (poésie), D'aube et de civilisation : poèmes choisis, 1965-2007
- 2009 : Djemila Benhabib (essai), Ma vie à contre-Coran: Une femme témoigne sur les islamistes.
  - Mention d'Excellence à Bernard Anton pour Plaidoyer pour la Terre et les Vivants (essai, éd. Marcel Broquet).
  - Mention d'Excellence à Diane Régimbald pour Pas (poésie, Éditions du Noroît).
- 2010 : Jean Désy (poésie) Toundra=Tundra
- 2011 : Francis Malka (roman) La noyade du marchand de parapluies
- 2012 : Marie-Hélène Larochelle (essai), L'abécédaire des monstres fragments de Réjean Ducharme
- 2013 :
  - Natasha Kanapé Fontaine (poésie) : N’entre pas dans mon âme avec tes chaussures, (Mémoire d’encrier).
  - Mentions d’excellence : Céline De Guise et Michel Côté, Depuis, tout a grandi (Triptyque), Jean François Beauchemin, Fardeaux de mésanges (l’Hexagone), Robert Berrouët-Oriol, Découdre le désastre suivi de L’île anaphore (Triptyque).
  - Mention spéciale : Patrick Coppens, Alphabêtes (Triptyque)
- 2014 :
  - Hélène Dorion (roman) pour Recommencements (Druide) ;
  - Mentions d’excellence : François Désaulniers, Christine O’Doherty, Claude Jasmin
  - Mention spéciale : Julia Pawlowicz
- 2015 :
  - Marc Lincourt (essai) : Retour aux pierres élémentaires  (Triptyque).
  - Mentions d'excellence : Michaël La Chance, Crapaudines, (Triptyque), etc.
- 2016 :
  - David Ménard, Neuvaines et Sébastien Bérubé, Sous la boucane du moulin (ex aequo)[1].
  - Mentions d'excellence : Daniel Groleau Landry, pour Amorragies, Nane Couzier, pour Commencements et Gabrielle Giasson-Dulude pour Portrait d'homme.
  - Mention spéciale (littérature jeunesse) Robert Soulières, pour Hier tu m'aimais encore.
- 2017 : Le concours est ouvert. Nous acceptons les candidatures entre le 1er mars 2017 et le 31 mai 2017. Le genre mis à l'honneur cette année : le roman.